# Plusia contexta

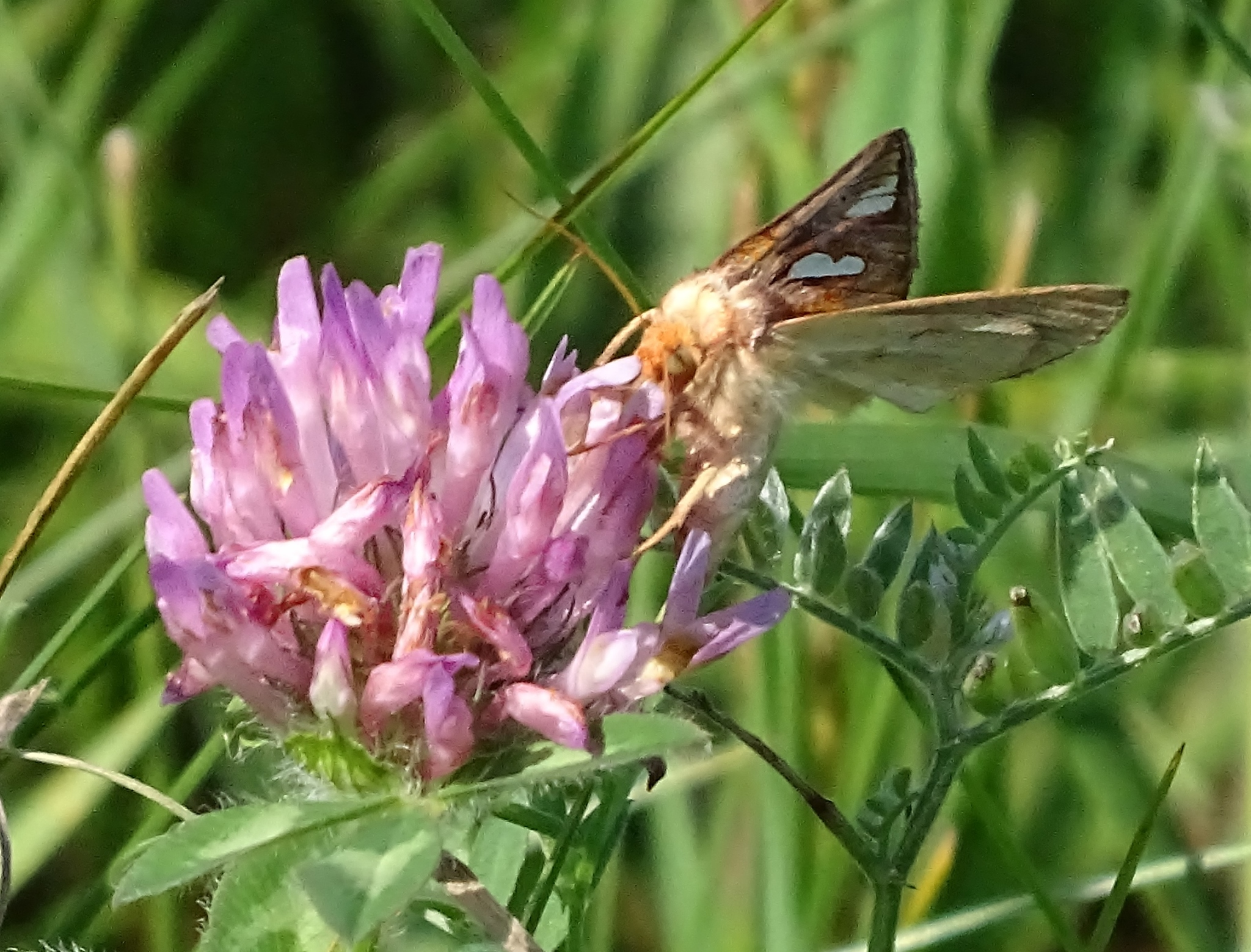
Falter an Kleeblüte saugend

Plusia contexta ist ein in Nordamerika vorkommender Schmetterling (Nachtfalter) aus der Familie der Eulenfalter (Noctuidae).

## Merkmale

### Falter
Die Falter erreichen eine Flügelspannweite von 30 bis 35 Millimetern. Die Vorderflügeloberseite ist rötlich braun bis goldbraun gefärbt, die Basalregion ist leicht verdunkelt. Im Mittelfeld befinden sich zwei große silberglänzende, flache Zeichnungselemente, die stets miteinander verbunden sind. Im Apikalfeld heben sich lange silbrig weiße Keile ab. Die Hinterflügeloberseite ist zeichnungslos braungrau. Der Hinterleib der Falter ist pelzig behaart, am Thorax befindet sich ein dichtes Haarbüschel.

### Raupe
Ausgewachsene Raupen sind kräftig grasgrün gefärbt. Sie zeigen schmale weißliche Rücken- und Nebenrückenlinien sowie einen breiten gelblichen Seitenstreifen.

### Ähnliche Arten
Die ähnlichen Falter der Zierlichen Röhricht-Goldeule (Plusia putnami) unterscheiden sich durch die stets getrennten silberweißen Zeichnungselemente im Mittelfeld der Vorderflügeloberseite.

## Verbreitung und Lebensraum
Das Verbreitungsgebiet von Plusia contexta erstreckt sich durch östliche und mittlere Regionen Nordamerikas. Die Art besiedelt Wiesen und Felder.

## Lebensweise
Die Falter fliegen in zwei Generationen im Jahr, schwerpunktmäßig im Juni und August. Sie sind überwiegend dämmerungs- und nachtaktiv und besuchen künstliche Lichtquellen, wurden aber auch tagsüber im Sonnenschein beim Blütenbesuch beobachtet. Die Raupen ernähren sich von den Halmen verschiedener Gräser.